# San Saba (Texas)
San Saba település az Amerikai Egyesült Államok Texas államában, San Saba megyében, melynek megyeszékhelye is. Lakosainak száma 3117 fő (2020. április 1.).

## Népesség
A település népességének változása:

| 2010 | 3 099 |
| 2020 | 3 117 |